# Fluminense Football Club
Il Fluminense Football Club, meglio noto come Fluminense, è una società polisportiva brasiliana con sede a Rio de Janeiro. Venne fondato il 21 luglio 1902.
La parola Fluminense deriva dall'aggettivo latino relativo a flumen, "fiume" (o rio in portoghese). L'aggettivo viene usato anche per riferirsi ai nativi dello stato di Rio de Janeiro (Flumen Januarii, in latino).
La sezione calcistica del Fluminense si è aggiudicata quattro campionati brasiliani, tre tornei di Rio-San Paolo - la massima competizione interstatale prima della nascita del campionato nazionale - e, a livello internazionale, una Coppa Libertadores (2023) e una Recopa Sudamericana (2024). È degno di nota anche il trionfo nel Torneo Internazionale dei Club Campioni del 1952, competizione organizzata dalla Confederação Brasileira de Desportos che la FIFA considera antesignana de facto della Coppa Intercontinentale/Coppa del mondo per club.
Il Fluminense è, insieme al Botafogo, al Vasco da Gama e al Flamengo, una delle quattro principali squadre di Rio de Janeiro.

## Storia

### Fondazione ed esordi

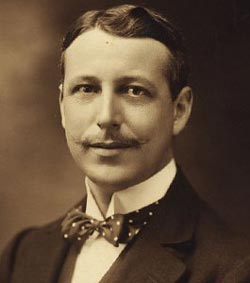
Oscar Cox

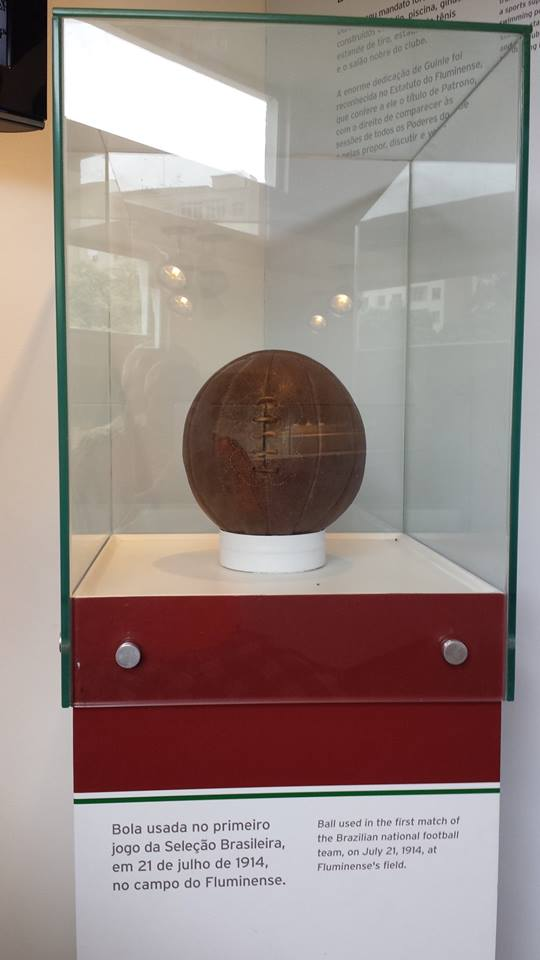
Palla usata nella prima partita della nazionale brasiliana, esposta nella sala dei trofei del Fluminense

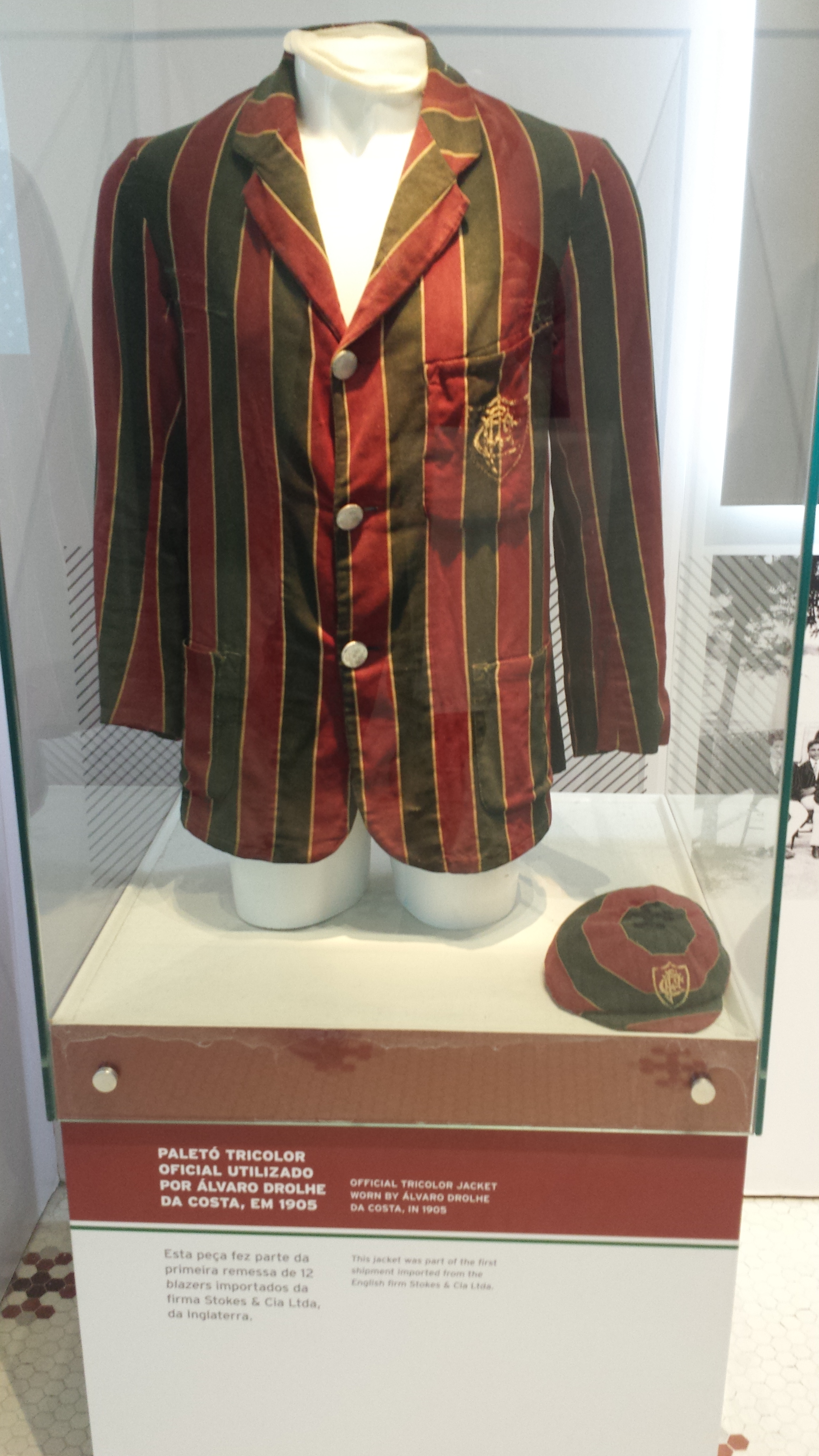
Uniforme usata nel 1905

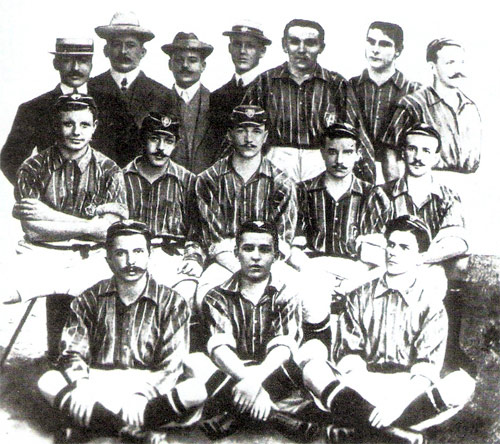
Il Fluminense che vinse per la prima volta il campionato Carioca nel 1906

Fu Oscar Cox, che aveva giocato a calcio in Svizzera, durante i suoi studi a Losanna, a introdurre il calcio nella città di Rio de Janeiro. Quando ritornò a Rio, all'età di 22 anni, egli riunì un gruppo di ragazzi che volevano praticare questo sport. Dopo avere disputato alcune partite a Rio e a San Paolo, i giovani decisero di fondare un club. La riunione per la fondazione si tenne il 21 luglio 1902 nell'abitazione di Horácio da Costa Santos, in Rua Marques de Abrantes 51 a Rio de Janeiro. Oscar Cox venne eletto primo presidente.
La prima gara della nuova società venne giocata il 19 ottobre 1902 sul campo del Cricket Club Paysandu contro il Rio FC. Il Fluminense vinse per 8-0, con il primo gol segnato proprio da Horácio da Costa Santos.
Nel 1906 quella squadra vinse il primo campionato a cui prese parte, il campionato Carioca, torneo statale di Rio de Janeiro. Vinse anche i successivi tre campionati, nel 1907, nel 1908 e nel 1909.

### Dal 1910 al 1920

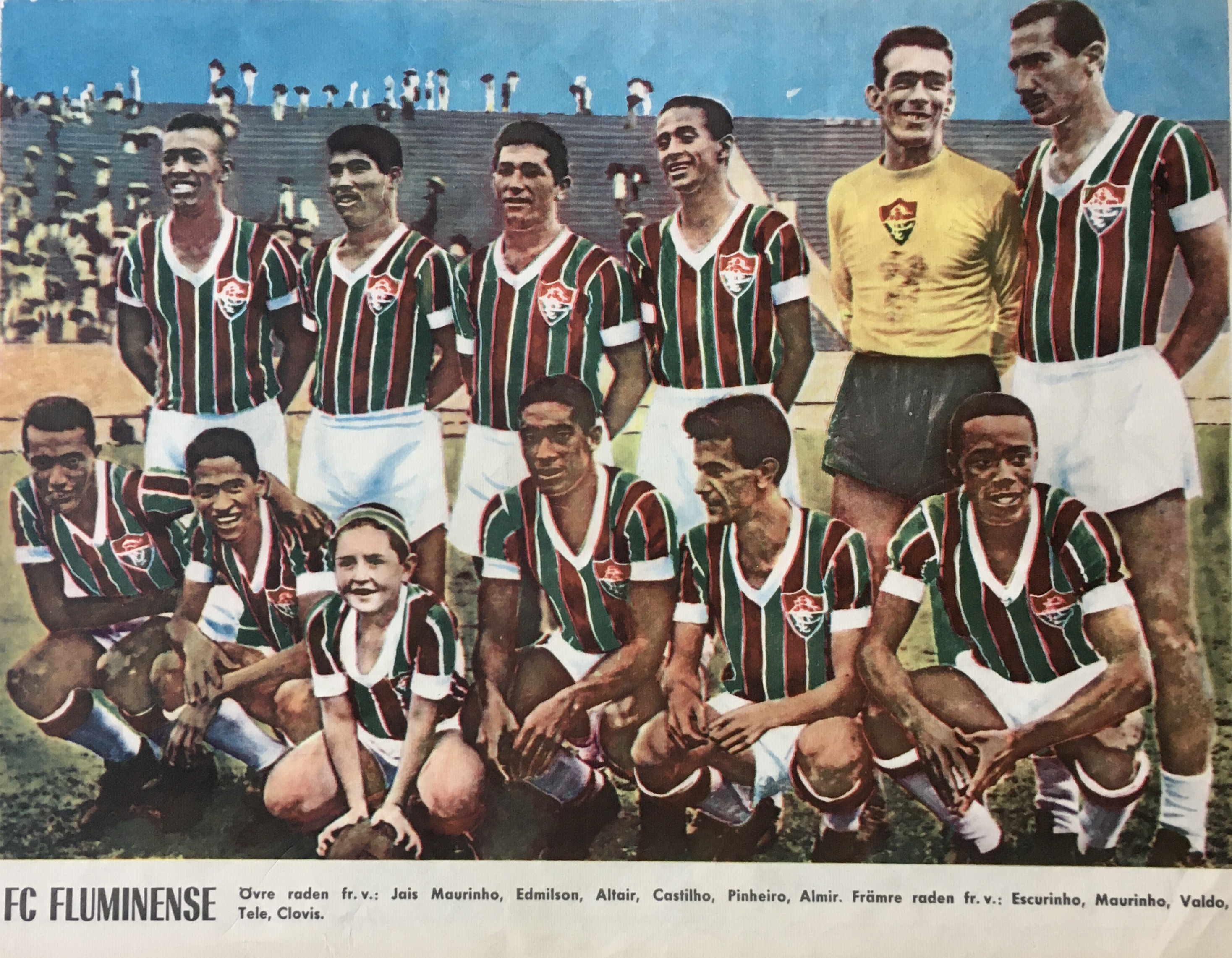
Il Fluminense nel 1960

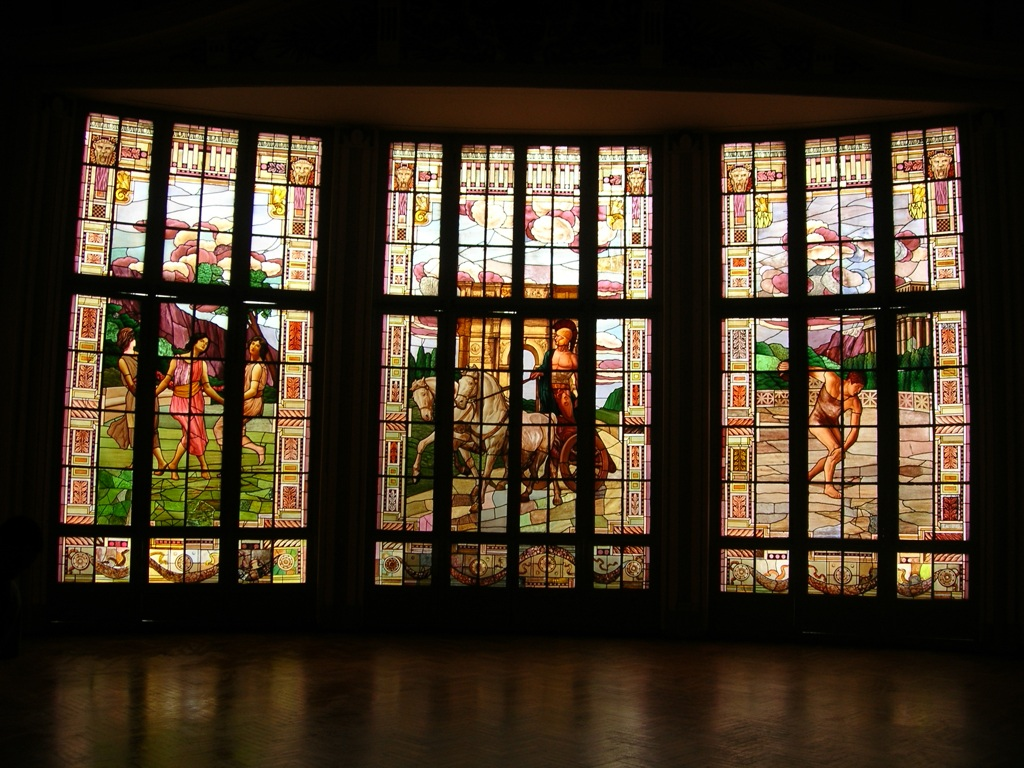
Vetrate francesi presso la sede del Fluminense, che si trova nello storico quartiere di Laranjeiras

Nel 1911 il club fu di nuovo campione, vincendo tutte le gare di quell'edizione del campionato Carioca. Tuttavia al termine di quell'anno si verificò una grave crisi, con nove giocatori che abbandonarono la squadra dopo un'accesa discussione su chi avrebbe dovuto guidare la squadra. Questi nove giocatori decisero di trasferirsi al Flamengo, che all'epoca gareggiava solo nel canottaggio.
Con la fondazione della sezione calcistica del Flamengo cominciò una delle più famose rivalità nel calcio brasiliano: il Fla-Flu. Il primo di questi derby venne giocato il 7 luglio 1912: benché nel Flamengo giocassero quasi tutti i calciatori che avevano vinto il campionato dell'anno prima, fu il Fluminense, nel quale di quell'undici erano rimasti solo Oswaldo Gomes e James Calvert, a prevalere con il punteggio finale di 3-2.
Il 27 luglio 1914 il Fluminense ospitò la prima gara della nazionale brasiliana, che fronteggiò la squadra inglese dell'Exeter City. Il Brasile vinse 2-0 e il giocatore del Fluminense Oswaldo Gomes segnò il primo gol della partita (e, quindi, anche della Nazionale brasiliana).
È anche in questo stadio che il Brasile vince le sue prime competizioni internazionali, il campionato sudamericano del 1919 e il campionato sudamericano del 1922.

### Dal 1920 al 1970
Nel 1922 il Fluminense aveva strutture di prim'ordine, quattromila soci e uno stadio di venticinquemila posti, numeri che suscitavano l'ammirazione dei principali club europei.
Gli anni a venire videro il club consolidare la propria egemonia statale, tanto che la squadra rimase primatista di vittorie del campionato dello stato di Rio de Janeiro fino al 2009. Nel 1949 giunse il primo alloro internazionale, la vittoria della Coppa Olimpica, seguita nel 1952 dal successo nella Copa Rio. Le vittorie del Torneo di Rio-San Paolo nel 1957 e nel 1960 fecero da preludio ai successi nella Taça de Prata e in Série A, nel 1970, 1984, 2010 e 2012, cui furono aggiunte le vittorie nella Coppa del Brasile del 2007 e nel Brasileirão Série C del 1999.
Dagli anni '50 del XX secolo, con l'istituzione del Torneo di Rio-San Paolo, precursore del campionato brasiliano, il Fluminense ottenne ulteriore prestigio, vincendo la competizione nel 1957 e nel 1960.
Negli anni '60 prese avvio il campionato brasiliano, vinto per la prima volta dal Fluminense nel 1970. All'epoca alcuni tra i migliori calciatori al mondo erano brasiliani e giocavano nel campionato brasiliano, le cui squadre più quotate erano Santos, Palmeiras e Cruzeiro. Nonostante non fosse annoverata tra le potenze calcistiche del paese, il Fluminense riuscì a ritagliarsi un ruolo di rilievo.

### Dal 1970 al 2001
Negli anni '70 il Fluminense ingaggiò vari giocatori di grido, tra cui Rivelino. La squadra, soprannominata Maquina Tricolor ("macchina tricolore") vinse il campionato statale di Rio de Janeiro nel 1975 e nel 1976 e si spinse sino alla finale del campionato nazionale negli stessi anni, ma fu sconfitta prima dall'Internacional e poi dal Corinthians.
Vincitrice del campionato statale di Rio de Janeiro nel 1983, 1984 e 1985 grazie a giocatori come Romerito, Ricardo Gomes, Deley, Assis e Washington, il Flu si laureò campione nazionale nel 1984. Alla fine degli anni '80 fu istituita la Coppa del Brasile, competizione ispirata alle coppe calcistiche nazionali dei paesi europei. Il Fluminense fu finalista del torneo per la prima volta nel 1992, quando fu sconfitta nella doppia finale dall'Internacional.
Nel 1996 una disastrosa stagione costò la retrocessione sul campo in Série B, ma Fluminense e Bragantino furono successivamente ripescati per ampliamento della Série A da 24 a 26 squadre deciso dalla federcalcio nazionale. La retrocessione giunse, tuttavia, l'anno seguente. Ormai in caduta libera, il club retrocesse in Série C nel 1998, per poi vincere il campionato di terza serie nel 1999 e tornare in serie cadetta, nell'anno in cui fu invitato a partecipare alla Coppa João Havelange, torneo che nel 2000 sostituì il campionato di Série A. Nel 2001 fu deciso che tutti i club che avevano partecipato al girone blu della Coppa João Havelange avrebbero mantenuto il posto in Série A.

### Dal 2002 ai giorni nostri
Il Fluminense si aggiudicò il campionato Carioca nel 2002, 2005 e 2012. Nel 2005 raggiunse la finale della Coppa del Brasile, che perse contro il Paulista.
Nel 2007 la squadra vinse la Coppa del Brasile battendo in finale la Figueirense e ottenne un posto nella Coppa Libertadores dopo ventitré anni. Grazie a un cammino sorprendente, durante il quale eliminò potenze calcistiche come San Paolo e Boca Juniors, nel 2008 il Fluminense raggiunse per la prima volta la finale della Coppa Libertadores, dove fu battuta dalla LDU Quito ai tiri di rigore.
Nel 2009 il Fluminense, provato da 27 acquisti e 5 cambi tecnici, si ritrovò invischiato nella lotta per non retrocedere. Con meno di un terzo del campionato da disputare e la squadra ormai sull'orlo del baratro, l'allenatore Cuca decise di dare spazio ad alcuni giovani, che affiancarono il veterano Fred, ristabilitosi da un grave infortunio. Contro tutti i pronostici il Fluminense colse un'insperata e clamorosa salvezza, oltre a raggiungere la finale della Coppa Sudamericana, dove ancora una volta perse contro la LDU Quito.
Nel 2010 la compagine di Rio de Janeiro, allenata da Muricy Ramalho e guidata in campo da Fred e Washington, vinse il campionato brasiliano per la terza volta nella storia. Nel 2012 raggiunse le semifinali di Coppa Libertadores e rivinse il campionato brasiliano. Nel dicembre 2013 retrocesse sul campo in Série B, dopo aver pareggiato contro il Bahia all'ultima giornata del campionato, ma fu salvata dalla retrocessione dalla penalizzazione inflitta dalla giustizia sportiva a Portuguesa e Flamengo.
Nel 2023 il club si aggiudicò per la prima volta la Coppa Libertadores, superando nell'atto conclusivo del torneo il Boca Juniors per 2-1 dopo i tempi supplementari allo stadio Maracanã di Rio de Janeiro. Fu poi sconfitto per 4-0 dal Manchester City nella finale della Coppa del mondo per club FIFA 2023.

## La coppa olimpica
Chiamato anche "Coppa d'Onore", mira a riconoscere ogni anno l'istituzione che, a discrezione del Comitato olimpico internazionale, ha fatto di più per promuovere il movimento olimpico e dello sport.
La concessione del titolo è fatta dal CIO dopo un esame rigoroso e dettagliato dei fascicoli presentati dai richiedenti.
Il Fluminense Football Club è l'unica squadra di calcio al mondo e unica istituzione in America Latina ad avere ricevuto la Coppa (1949).
La Coppa Olimpica (Coupe Olympique) è stata istituita nel 1906 dal barone Pierre de Coubertin, fondatore dei moderni Giochi Olimpici ed è stata assegnata per la prima volta nel 1906 al Touring Club di Francia.

## Sponsor

### Ufficiali
- Unimed
- AmBev
- TIM

### Tecnici
- Under Armour

## Allenatori e presidenti
| Periodo                              | Presidente                                 |
| 21 luglio 1902 - 15 dicembre 1903    | Oscar Cox (Presidente fondatore - 22 anni) |
| 15 dicembre 1903 - 13 dicembre 1908  | Francis Henry Walter                       |
| 13 dicembre 1908 - 19 dicembre 1910  | Antônio Vaz Carvalho                       |
| 19 dicembre 1910 - 8 gennaio 1912    | Antônio Cavalcanti Albuquerque             |
| 8 gennaio 1912 - 23 dicembre 1912    | Carlos Guinle                              |
| 23 dicembre 1912 - 29 luglio 1913    | Guilherme Guinle                           |
| 11 settembre 1913 - 26 dicembre 1913 | Félix Ignácio Frias                        |
| 26 dicembre 1913 - 16 aprile 1914    | Carlos Guinle                              |
| 16 aprile 1914 - 18 aprile 1916      | Joaquim da Cunha Freire Sobrinho           |
| 18 aprile 1916 - 30 aprile 1931      | Arnaldo Guinle                             |
| 30 aprile 1931 - 7 febbraio 1936     | Oscar Costa                                |
| 30 aprile 1936 - 29 aprile 1940      | Alaor Prata                                |
| 29 aprile 1940 - 5 maggio 1941       | Mário Pollo                                |
| 5 maggio 1941 - 26 agosto 1943       | Marcos Carneiro de Mendonça                |
| 6 dicembre 1943 - 4 febbraio 1946    | Arnaldo Guinle                             |
| 4 febbraio 1946 - 14 novembre 1949   | Manuel Moraes Barros Netto                 |
| 14 gennaio 1949 - 12 gennaio 1953    | Fábio Carneiro Mendonça                    |
| 12 gennaio 1953 - 31 gennaio 1955    | Antônio Leite                              |
| 31 gennaio 1955 - 21 gennaio 1957    | Jorge Freitas                              |
| 21 gennaio 1957 - 17 gennaio 1963    | Jorge Frias Paula                          |
| 17 gennaio 1963 - 19 gennaio 1966    | Nélson Vaz Moreira                         |
| 19 gennaio 1966 - 28 febbraio 1969   | Luís Filipe Saldanha da Gama Murgel        |
| 28 febbraio 1969 - 23 marzo 1972     | Francisco Leitão Cardoso Laport            |
| 23 marzo 1972 - 30 gennaio 1975      | Jorge Frias Paula                          |
| 30 gennaio 1975 - 31 gennaio 1978    | Francisco Horta                            |
| 31 gennaio 1978 - 30 gennaio 1981    | Sílvio da Silva Vasconcelos                |
| 30 gennaio 1981 - 26 gennaio 1984    | Sílvio Kelly dos Santos                    |
| 26 gennaio 1984 - 22 gennaio 1987    | Manoel Schwartz                            |
| 22 gennaio 1987 - 12 febbraio 1990   | Fábio José Egypto da Silva                 |
| 12 febbraio 1990 - 1º febbraio 1993  | Ângelo Luís Ferreira Chaves                |
| 1º febbraio 1993 - 2 gennaio 1996    | Arnaldo Santhiago Lopes                    |
| 2 gennaio 1996 - 14 novembre 1996    | José Gil Carneiro Mendonça                 |
| 10 dicembre 1996 - 4 agosto 1998     | Álvaro Ferdinando Duarte Barcelos          |
| 20 agosto 1998 - 7 gennaio 1999      | Manoel Schwartz                            |
| 7 gennaio 1999 - 15 dicembre 2004    | David Fischel                              |
| 15 dicembre 2004 - 20 dicembre 2010  | Roberto Horcades Figueira                  |
| In carica dal 20 dicembre 2010       | Peter Siemsen                              |

## Calciatori
Dal sito ufficiale della società:
- Abel Braga
- Ademir Menezes

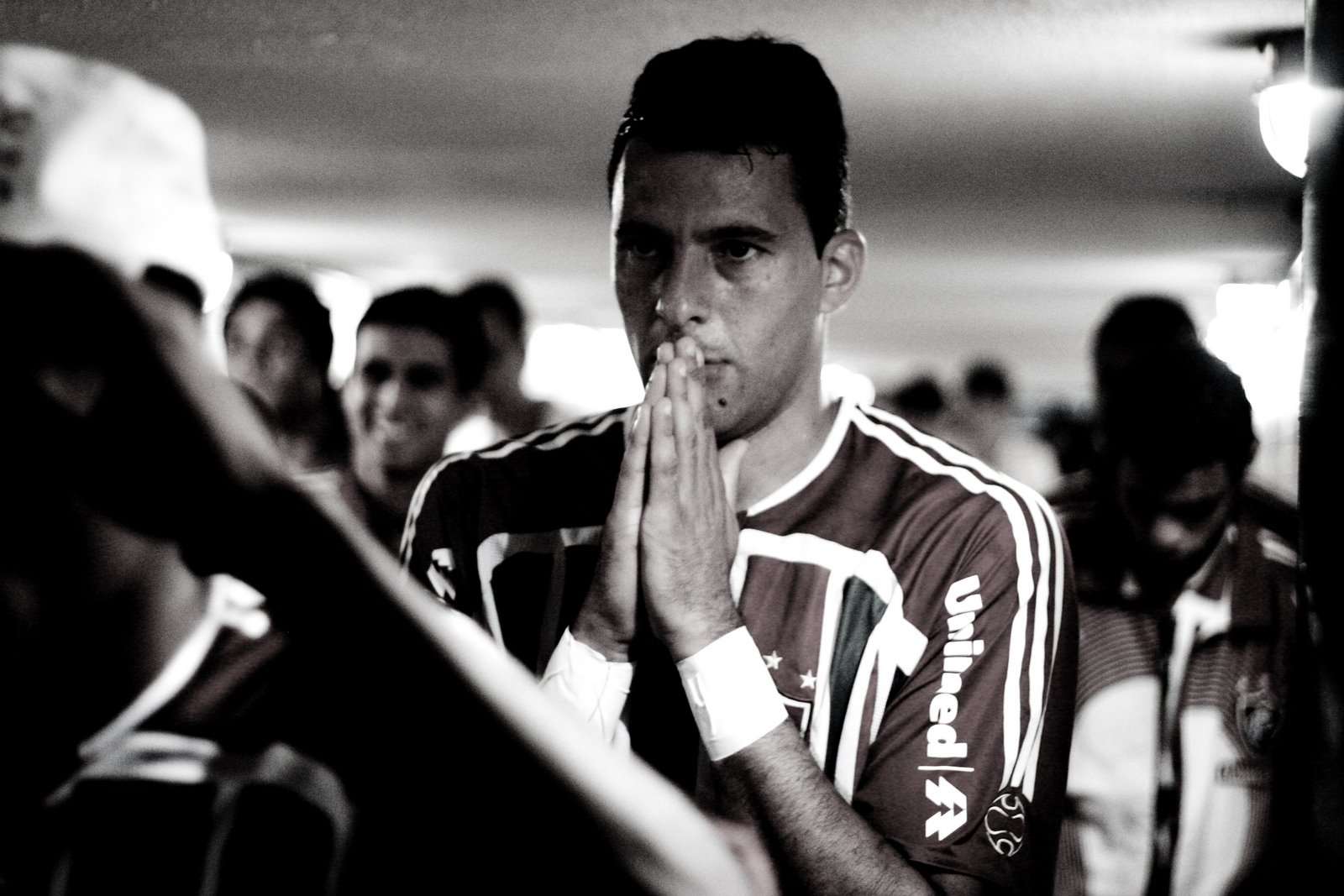
Washington, calciatore del Fluminense, prima della finale della Coppa Libertadores 2008

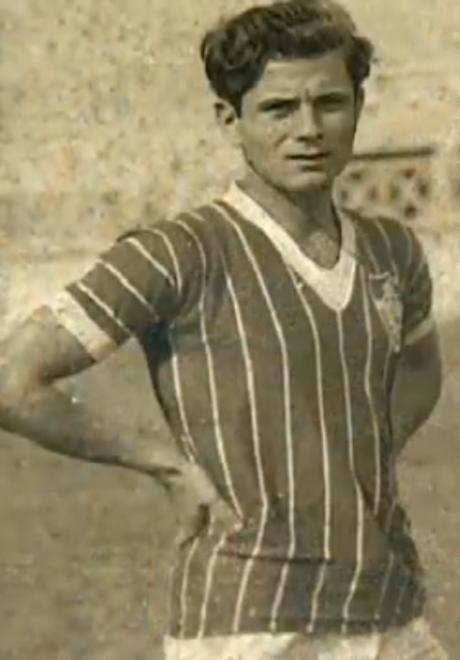
Preguinho, ex calciatore del Fluminense

- Jair Marinho de Oliveira
- Assis
- Branco
- Carlos Alberto Parreira
- Carlos Alberto Torres
- Carlos José Castilho
- Conca
- Deco
- Didi
- Doval
- Edinho
- Fred
- Gérson
- Harry Welfare
- Luis Artime
- Marcão
- Marcos
- Marcelo
- Muricy Ramalho
- Ondino Viera
- Oscar Cox

- Paulo Vítor
- Félix
- Paulo Cézar Caju
- Píndaro
- Altair
- Pinheiro
- Preguinho
- Ramón Platero
- Renganeschi
- Renato Gaúcho
- Ricardo Gomes
- Rivelino
- Ronaldinho
- Romário
- Romerito
- Romeu Pellicciari
- Rongo
- Telê Santana
- Thiago Silva
- Tim
- Víctor Etchegaray
- Waterman
- Valdo
- Washington

### Vincitori di titoli
Campioni del mondo
- Castilho (Svezia 1958), (Cile 1962)
- Jair Marinho (Cile 1962)
- Altair (Cile 1962)
- Félix (Messico 1970)
- Marco Antônio (Messico 1970)
- Branco (Stati Uniti 1994)

## Palmarès

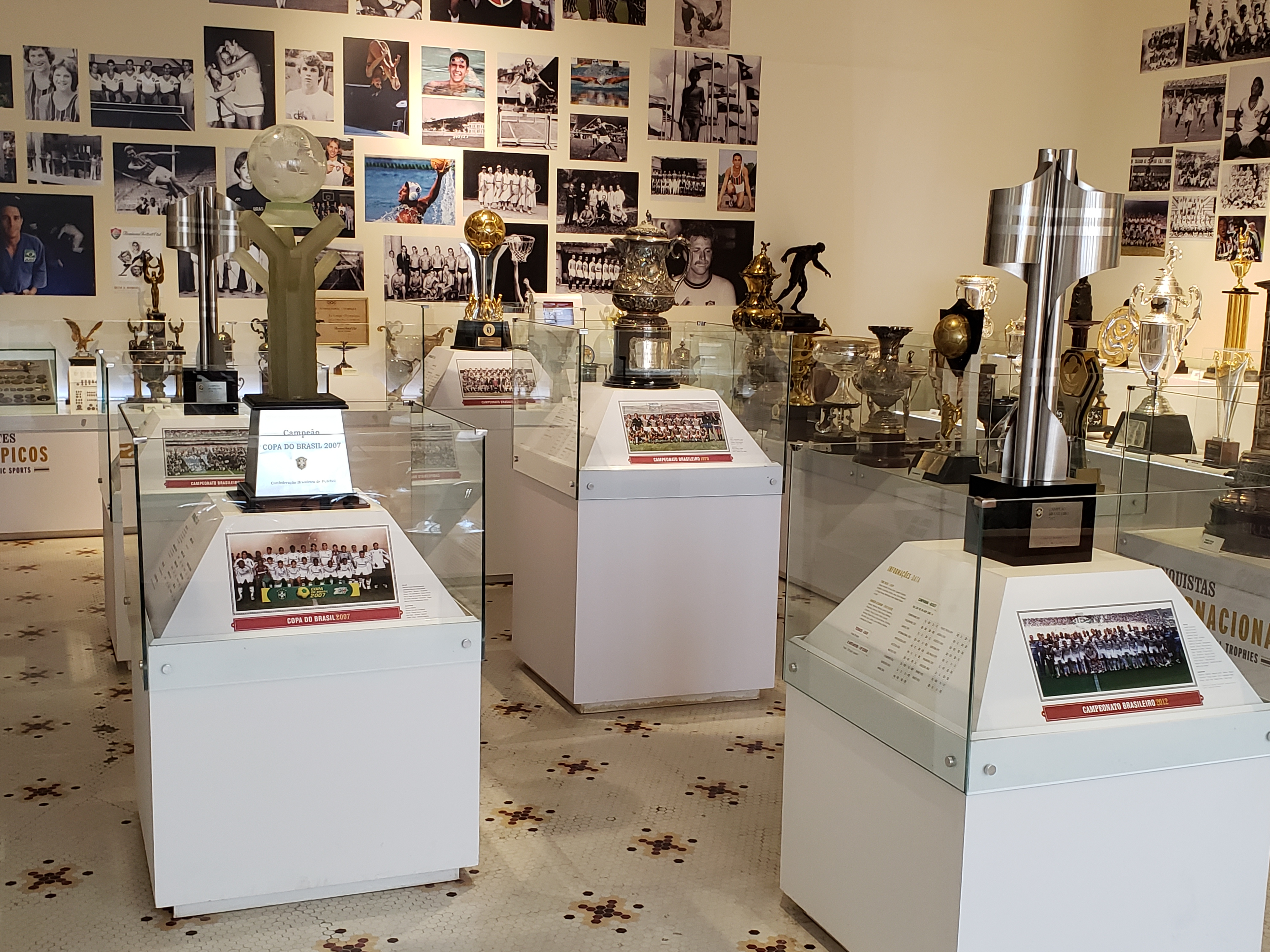
Le quattro coppe campione brasiliane e la Coppa del Brasile 2007.

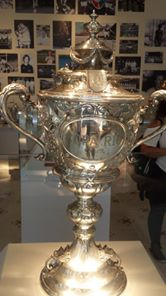
Torneo Internazionale dei Club Campioni 1952 (Copa Rio).

### Competizioni nazionali
- Campionato brasiliano: 4

1970, 1984, 2010, 2012
- Coppa del Brasile: 1

2007
- Torneo di Rio-San Paolo: 2

1957, 1960
- Primeira Liga: 1

2016

### Competizioni statali
- Campionato Carioca: 33

1906, 1907, 1908, 1909, 1911, 1917, 1918, 1919, 1924, 1936, 1937, 1938, 1940, 1941, 1946, 1951, 1959, 1964, 1969, 1971, 1973, 1975, 1976, 1980, 1983, 1984, 1985, 1995, 2002, 2005, 2012, 2022, 2023
- Taça Guanabara: 11

1966, 1969, 1971, 1975, 1983, 1985, 1991, 1993, 2012, 2017, 2022, 2023
- Taça Rio: 4

1990, 2005, 2018, 2020

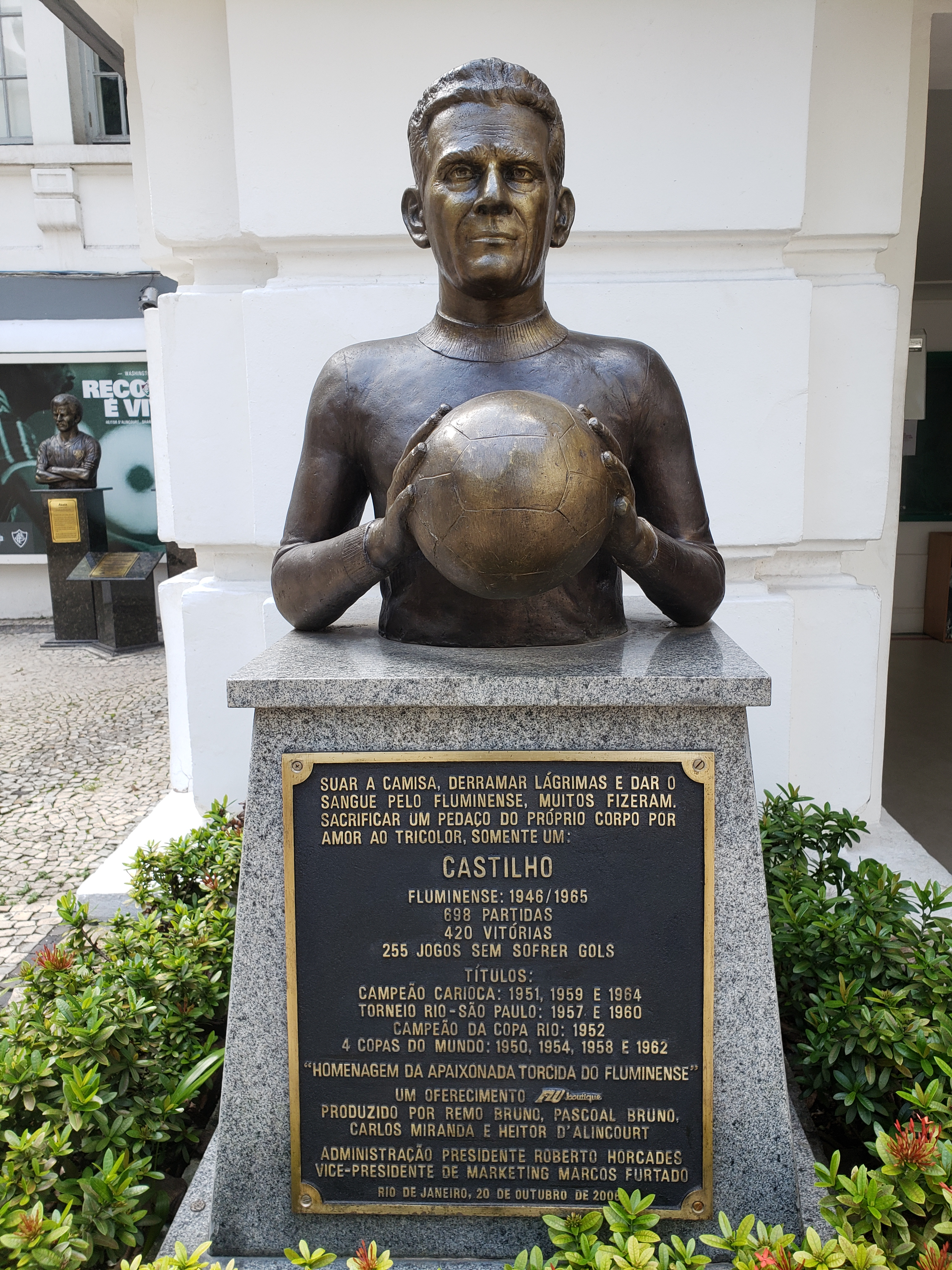
Busto di Castilho in Fluminense

- Torneio Início do Rio de Janeiro: 10

1916, 1924, 1925, 1927, 1940, 1941, 1943, 1954, 1956, 1965
- Copa Rio: 1

1998

### Competizioni internazionali
- Coppa Libertadores: 1

2023
- Recopa Sudamericana: 1

2024
- Torneo Internazionale dei Club Campioni: 1[N 1]

1952

### Competizioni giovanili
- Campionato Carioca Sub-20: 17

1947, 1948, 1949, 1950, 1951, 1955, 1968, 1970, 1975, 1976, 1988, 2002, 2003, 2004, 2008, 2012, 2013
- Milk Cup: 1

2007 (Under-16)
- Copa São Paulo de Futebol Júnior: 5

1971, 1973, 1977, 1986, 1989
- Campeonato Brasileiro Sub-20: 1

2015
- Campeonato Brasileiro Sub-17: 1

2020

### Altri piazzamenti
- Campionato brasiliano:

Semifinalista: 1960, 1966, 1975, 1976, 1988, 1991, 1995, 2001, 2002
Terzo posto: 2011
- Coppa del Brasile:

Finalista: 1992, 2005
Semifinalista: 2006, 2015, 2022
- Campionato Carioca:

Secondo posto/Finalista: 1910, 1915, 1920, 1925, 1927, 1935, 1943 (Torneo Municipal), 1943, 1945 (Torneo Municipal), 1946 (Torneo Municipal), 1949, 1953, 1956, 1957, 1960, 1963, 1970, 1972, 1991, 1993, 2003, 2011, 2013, 2017, 2020, 2025
Terzo posto: 1922, 1926, 1942, 1943 (Torneo Relampago), 1948, 1952, 1962, 1965, 1966, 1967, 1977, 1978, 1994, 2010
Semifinalista: 1990, 2009, 2015, 2016, 2018, 2019, 2024
- Torneo Rio-San Paolo:

Secondo posto: 1954
Terzo posto: 1963
- Coppa Libertadores:

Finalista: 2008
Semifinalista: 2012
- Coppa Sudamericana:

Finalista: 2009
Semifinalista: 2018
- Coppa del mondo per club FIFA:

Finalista: 2023
Semifinalista: 2025
- Torneio Octogonal Rivadavia Corrêa Meyer:

Semifinalista: 1953

## Tifoseria

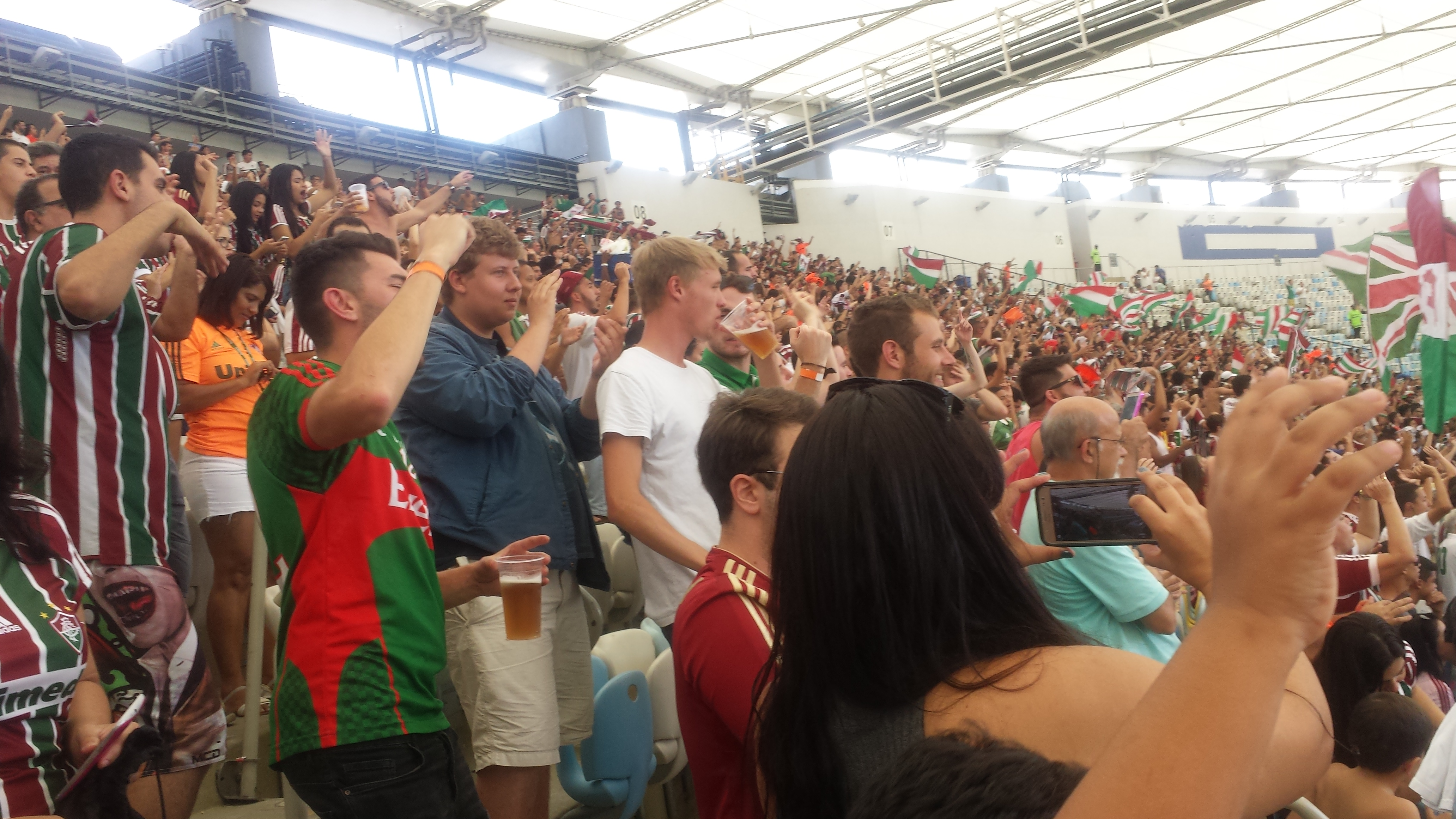
Tifosi del Fluminense nel 2017

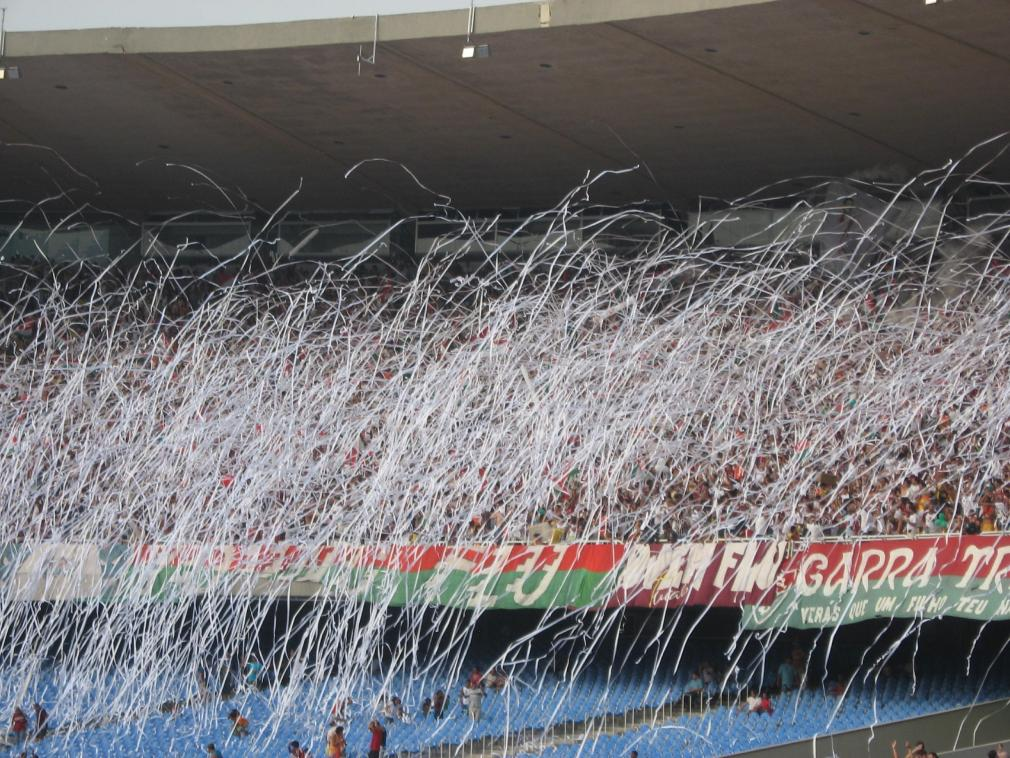
Tifosi tricolores al Maracanã

I tifosi del Fluminense sono detti tricolores, in riferimento ai tre colori della maglia della squadra (rosso-violetto, bianco e verde). La tifoseria del Fluminense si colloca storicamente nelle classi abbienti di Rio de Janeiro, in contrapposizione con quelli che tengono per il Vasco da Gama, ma la popolarità del club supera i confini di Rio de Janeiro e abbraccia varie classi sociali. Da alcuni sondaggi risulta che il tifo per la squadra caratterizza una quantità di popolazione brasiliana che va tra l'1,3 e il 3,7%. Dato che la popolazione del paese ammonta a circa 185 milioni di persone, si tratta di un numero di tifosi che varia tra 2,73 e 6,84 milioni.
Tra i tifosi celebri del Fluminense figurano Cartola e Chico Buarque, l'ex presidente della FIFA João Havelange, Ivan Lins, Mário Lago, Nelson Motta, Nelson Rodrigues, i calciatori Gérson, Thiago Silva, Marcelo, l'ex ministro della cultura brasiliano Gilberto Gil, Silvio Santos, proprietario del gruppo televisivo SBT, e Fernanda Montenegro.
Uno dei più famosi cori della tifoseria è A Bênção, João de Deus"("Benedicici, Giovanni di Dio"), canzone che venne composta in onore di papa Giovanni Paolo II in occasione della sua visita in Brasile nel 1980.

## Record di affluenza
La maggiore affluenza di pubblico per una partita del Fluminense risale al 15 dicembre 1963, quando allo stadio Maracanã erano presenti ben 194.000 persone per la partita contro il Flamengo. Si tratta del record di affluenza per una partita tra squadre di club giocata al Maracanã.

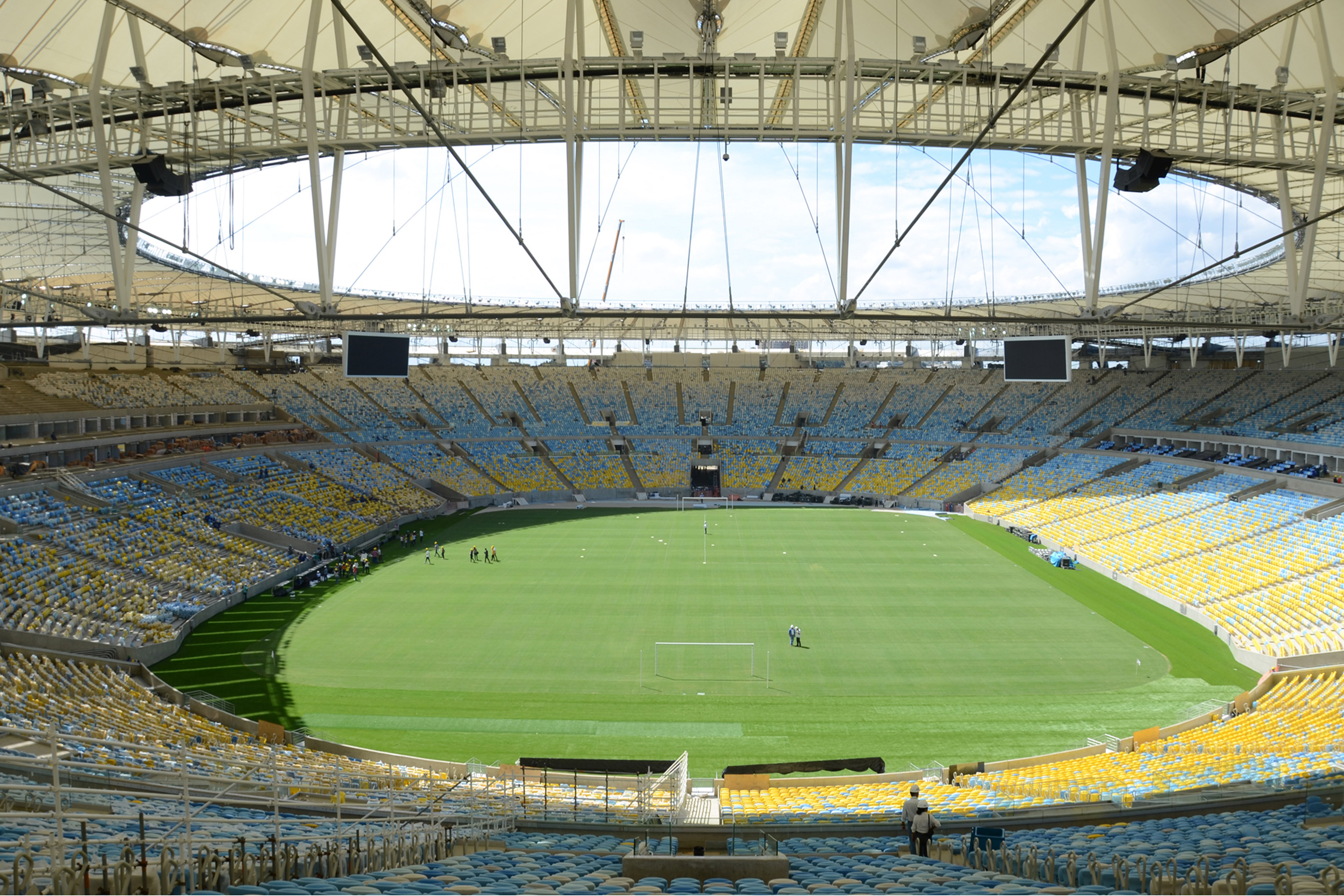
Il Maracanã.

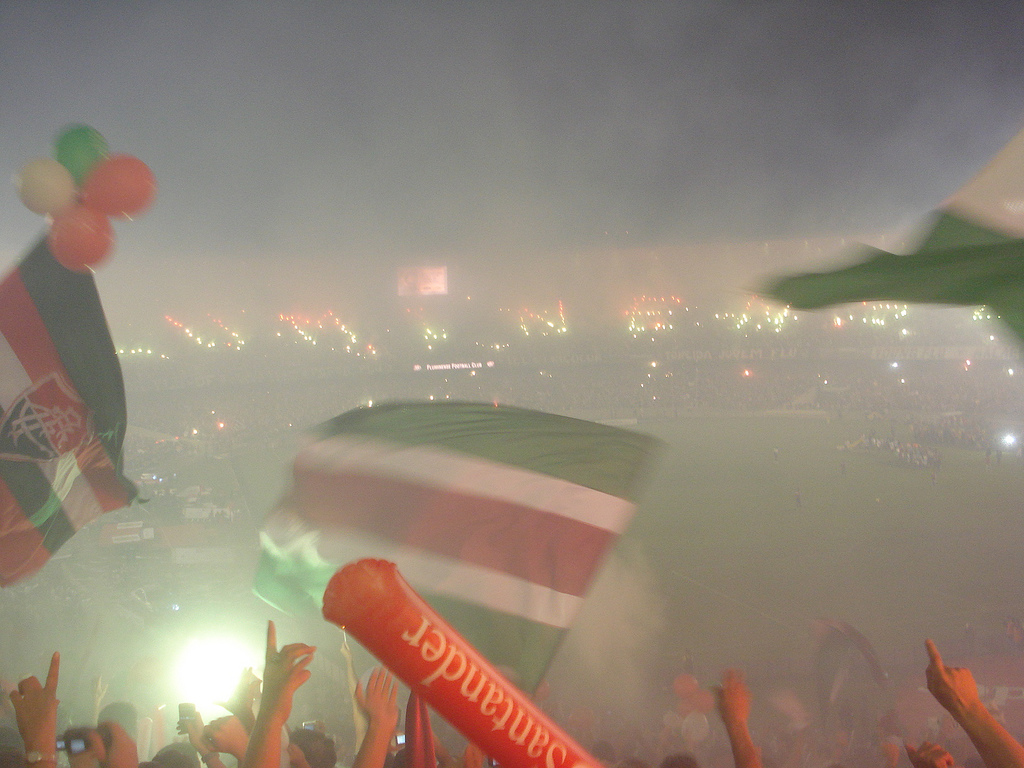
Torcida Tricolor: Copa Libertadores 2008

1. 0-0 vs. Flamengo, 194.603 (177.656 p.), 15/12/1963.
2. 3-2 vs. Flamengo, 171.599, 15/06/1969.
3. 1-0 vs. Botafogo, 160.000 (142.339 p.), 27/06/1971.
4. 0-0 vs. Flamengo, 155.116, 16/05/1976.
5. 1-0 vs. Flamengo, 153.520, 16/12/1984.
6. 1-1 vs. Corinthians, 146.043, 05/12/1976.
7. 2-0 vs. America, 141.689 (120.178 p.), 09/06/1968.
8. 2-0 vs. Flamengo, 138.599, 02/08/1970.
9. 1-1 vs. Flamengo, 138.557, 22/04/1979.
10. 2-5 vs. Flamengo, 137.002, 23/04/1972.
11. 1-2 vs. Flamengo, 136.829, 07/09/1972.
12. 3-3 vs. Flamengo, 136.606, 18/10/1964.
13. 2-0 vs. Bonsucesso, 131.256, 08/06/1969.
14. 0-0 vs. Vasco de Gama, 128.781, 27/05/1984.
15. 2-2 vs. Vasco de Gama, 127.123, 29/08/1976.
16. 1-0 vs. Vasco de Gama, 127.052, 03/10/1976.
17. 0-3 vs. Vasco de Gama, 126.619, 21/03/1999.
18. 0-1 vs. Flamengo, 124.432, 23/09/1979.
19. 1-0 vs. Vasco de Gama, 123.083 (109.325 p.), 21/09/1952.
20. 1-2 vs. Flamengo, 122.434 (100.749 p.), 06/12/1953.

## Organico

### Rosa Attuale
| N. |                      | Ruolo | Calciatore              |
| -- | -------------------- | ----- | ----------------------- |
| 1  | Brasile (bandiera)   | P     | Fábio                   |
| 2  | Brasile (bandiera)   | D     | Samuel Xavier           |
| 3  | Brasile (bandiera)   | D     | Thiago Silva (capitano) |
| 4  | Brasile (bandiera)   | D     | Ignácio                 |
| 5  | Uruguay (bandiera)   | C     | Facundo Bernal          |
| 6  | Brasile (bandiera)   | D     | Renê                    |
| 7  | Venezuela (bandiera) | C     | Yeferson Soteldo        |
| 8  | Brasile (bandiera)   | C     | Matheus Martinelli      |
| 9  | Brasile (bandiera)   | A     | Everaldo                |
| 10 | Brasile (bandiera)   | C     | Ganso                   |
| 11 | Brasile (bandiera)   | C     | Keno                    |
| 12 | Colombia (bandiera)  | D     | Gabriel Fuentes         |
| 14 | Argentina (bandiera) | A     | Germán Cano             |
| 16 | Brasile (bandiera)   | C     | Nonato                  |
| 17 | Uruguay (bandiera)   | A     | Agustín Canobbio        |
| 18 | Paraguay (bandiera)  | C     | Rubén Lezcano           |
| 19 | Uruguay (bandiera)   | A     | Joaquín Lavega          |

| N. |                      | Ruolo | Calciatore         |
| -- | -------------------- | ----- | ------------------ |
| 22 | Argentina (bandiera) | D     | Juan Pablo Freytes |
| 23 | Brasile (bandiera)   | D     | Guga               |
| 26 | Brasile (bandiera)   | D     | Manoel             |
| 27 | Brasile (bandiera)   | P     | Marcelo Pitaluga   |
| 28 | Brasile (bandiera)   | A     | Riquelme Felipe    |
| 29 | Brasile (bandiera)   | C     | Thiago Santos      |
| 35 | Brasile (bandiera)   | C     | Hércules           |
| 37 | Brasile (bandiera)   | C     | Isaque             |
| 45 | Brasile (bandiera)   | C     | Lima               |
| 50 | Brasile (bandiera)   | P     | Gustavo Ramalho    |
| 55 | Brasile (bandiera)   | C     | Wallace Davi       |
| 66 | Brasile (bandiera)   | D     | Léo Jance          |
| 77 | Brasile (bandiera)   | A     | Paulo Baya         |
| 90 | Colombia (bandiera)  | A     | Kevin Serna        |
| 94 | Brasile (bandiera)   | C     | Otávio             |
| 98 | Brasile (bandiera)   | P     | Vitor Eudes        |

### Esplicative
1. ↑  Torneo non riconosciuto come ufficiale dalla CONMEBOL e dalla FIFA, ma dichiarato antesignano de facto della Coppa del Mondo per Club FIFA, cfr.  Statistical Kit FIFA CWC 2017 (PDF) (archiviato dall'url originale il 30 dicembre 2017).

### Bibliografiche
1. ↑  Lo stadio in cui il Fluminense disputa le proprie partite interne è l'Estádio das Laranjeiras, costruito nel 1905. La capienza è di 8 000 persone, ma in precedenza era di 25 000 posti. L'interesse pubblico nel miglioramento dello stadio avvenne negli anni sessanta, quando il club vendette una parte dei suoi impianti per la costruzione di quella che è ora la Rua Pinheiro Machado.
Il Laranjeiras è lo stadio più antico del Brasile. In generale, soprattutto per le gare più importanti, il Fluminense gioca le proprie partite allo stadio Maracanã.
2. ↑  (PT) Fifa confirma Corinthians como 1º campeão mundial e frustra Palmeiras, su esporte.uol.com.br, 15 dicembre 2007. URL consultato il 9 luglio 2014.
3. ↑   Jogos Da Seleção Brasileira No Estádio De Laranjeiras (Fluminense F.C.).:.
4. ↑   Tony Mason, Passion of the people? Football in South America, Verso, 1995,  p. 54, ISBN 978-0-86091-403-7. URL consultato il 10 giugno 2009.
5. ↑  (PT) Fla consolida supremacia com seis títulos na década, in Jornal O Dia, 4 maggio 2009. URL consultato l'11 giugno 2009 (archiviato dall'url originale il 6 luglio 2011).
6. 1 2   Fluminense – Forever Flu, su fifa.com, Fédération Internationale de Football Association (FIFA). URL consultato il 7 giugno 2009 (archiviato dall'url originale l'11 giugno 2009).
7. ↑   Santos and sinners, in When Saturday Comes (WSC), febbraio 2003. URL consultato il 12 giugno 2009 (archiviato dall'url originale il 4 novembre 2011).
8. ↑   Brazil 1997 Championship, su rsssfbrasil.com, Rec. Sport. Soccer Statistics Foundation (RSSSF). URL consultato il 4 dicembre 2009.
9. ↑   Brazil 1998 Championship - Second Level (Série B), su rsssfbrasil.com, Rec. Sport. Soccer Statistics Foundation (RSSSF). URL consultato il 4 dicembre 2009.
10. ↑   Brazil 1999 Third Level (Série C), su rsssfbrasil.com, Rec. Sport. Soccer Statistics Foundation (RSSSF). URL consultato il 4 dicembre 2009.
11. ↑   Brazil 2001 Championship, su rsssfbrasil.com, Rec. Sport. Soccer Statistics Foundation (RSSSF). URL consultato il 4 dicembre 2009.
12. ↑  (PT) Ídolos, su fluminense.com.br. URL consultato il 27 novembre 2009.
13. ↑  Condiviso con il Botafogo
14. ↑   Fifa reconhece mundial conquistado pelo Palmeiras em 1951, su cenariomt.com.br. URL consultato il 10 gennaio 2018 (archiviato dall'url originale il 4 marzo 2016).
15. ↑   Globo Esporte, Fifa vê título de 51 do Verdão como de "nível mundial", mas separa campeões, su globoesporte.globo.com.
16. ↑  (PT) Perfil dos torcedores do Rio, in Jornal O Globo. URL consultato il 7 giugno 2009.
17. ↑   Brazilian Clubs with Most Fans, su rsssfbrasil.com, RSSSF Brazil. URL consultato il 10 luglio 2009.
18. ↑  (PT) Contagem da População 2007 (PDF), su ibge.gov.br, Instituto Brasileiro de Geografia e Estatística (IBGE), 21 dicembre 2007. URL consultato il 10 giugno 2009 (archiviato dall'url originale il 6 febbraio 2009).
19. ↑  (PT) Brasil está em débito com Cartola, in O Estado de S. Paulo, 27 dicembre 2000. URL consultato il 12 giugno 2009.
20. ↑   Jemima Hunt, The lionised king of Rio, in The Guardian, London, 18 luglio 2004. URL consultato il 10 giugno 2009.
21. ↑   Passion, carnival and crazy goals, su fifa.com, Fédération Internationale de Football Association (FIFA), 13 luglio 2001. URL consultato il 10 giugno 2009 (archiviato dall'url originale il 26 febbraio 2008).
22. ↑  (PT) Tricolor Skylab se desespera com show na mesma hora da final em Quito, in globoesporte.com, 25 giugno 2008. URL consultato il 12 giugno 2009.
23. ↑  (PT) MST e Fluminense presentes na última homenagem a Mário Lago, in Jornal do Brasil Online, 31 maggio 2002. URL consultato il 12 giugno 2009.
24. 1 2  (PT) Nelson Motta e Pedro Gueiros, Fluminense: a breve e gloriosa história de uma máquina de jogar bola, Rio de Janeiro, Geração Editorial, 2004,  pp. 1-9, ISBN 978-85-00-01574-8. URL consultato il 10 giugno 2009.
25. ↑  (PT) Fluminense homenageia grandes torcedores, in Terra, 17 dicembre 2001. URL consultato il 2 gennaio 2012.
26. ↑  (PT) Fernanda Montenegro leva os netos ao Engenhão, in Extra, 11 dicembre 2010. URL consultato il 2 gennaio 2012.
27. ↑   Best attendances in matches of Fluminense, su rsssfbrasil.com, Rec. Sport. Soccer Statistics Foundation (RSSSF). URL consultato il 12 giugno 2009.
28. ↑  (PT) Best Attendances in Brazil, su rsssfbrasil.com, Rec. Sport. Soccer Statistics Foundation (RSSSF). URL consultato il 12 giugno 2009.